# Danielle Collins
Danielle Rose Collins (født 13. december 1993 i St. Petersburg, Florida, USA) er en professionel kvindelig tennisspiller fra USA.